# Мецомијеро (Потенца)
Мецомијеро (итал. Mezzomiero) је насеље у Италији у округу Потенца, региону Базиликата.
Према процени из 2011. у насељу је живело 39 становника. Насеље се налази на надморској висини од 994 м.